# Església de Sant Nicolau (Palma)
L'Església de Sant Nicolau és una església parroquial gòtica de Mallorca que es troba al carrer homònim. És dedicada a Sant Nicolau de Bari.
El primitiu edifici de l'església de Sant Nicolau fou temple parroquial de 1302. Entre el 1309 i 1349 es bastí el nou temple. A finals del segle xv es reconstruí a causa de l'enfonsament de la nau. La façana principal i els dos portals són d'aquesta època. El 1681 es dugué a terme una altra reforma important que canvià per complet l'absis, la coberta i la decoració.
El portal principal és ogival i té decoració amb motius vegetals i pinacles laterals. El nínxol del timpà emmarca la imatge de Sant Nicolau, obra del segle xvii. El portal lateral també és ogival però amb sobreportal clàssic del segle xviii rematat per un trencaaigües. La planta és de nau única amb cinc capelles laterals rectangulars i té la coberta de volta de canó amb llunetes. Igualment que les capelles que s'obren sota arcs de mig punt amb pilastres motllurades i capitells amb decoració vegetal. El campanar és de planta hexagonal. El retaule major té una pintura gòtica del segle xv que representa sant Nicolau i és obra de Miquel d'Alcanyís.
El 2020 es varen restaurar les veixil·les parroquials, i es tornaren a exposar per primera vegada la Setmana Santa de 2021.

## Galeria

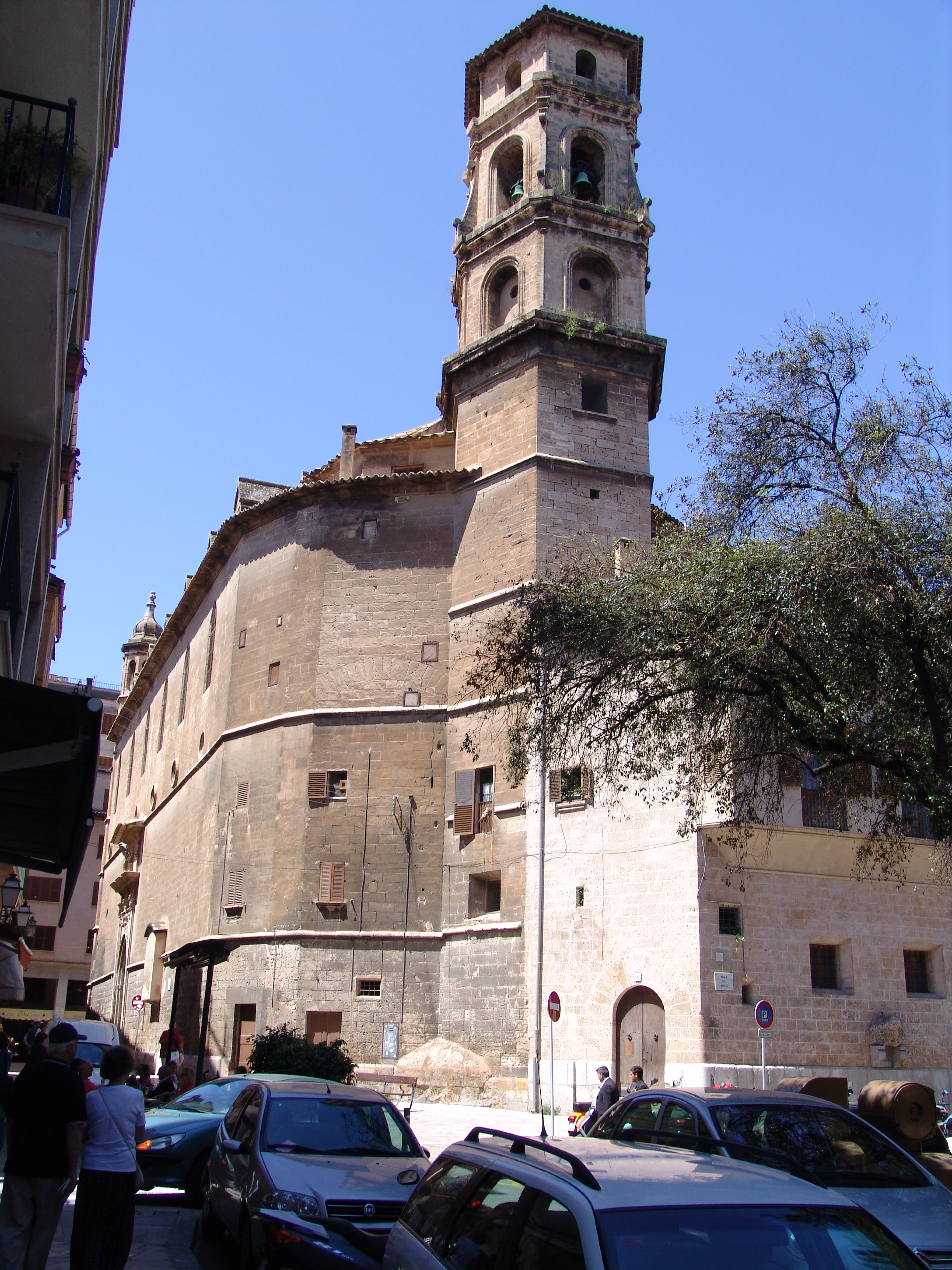
El campanar vist de la plaça del Mercat
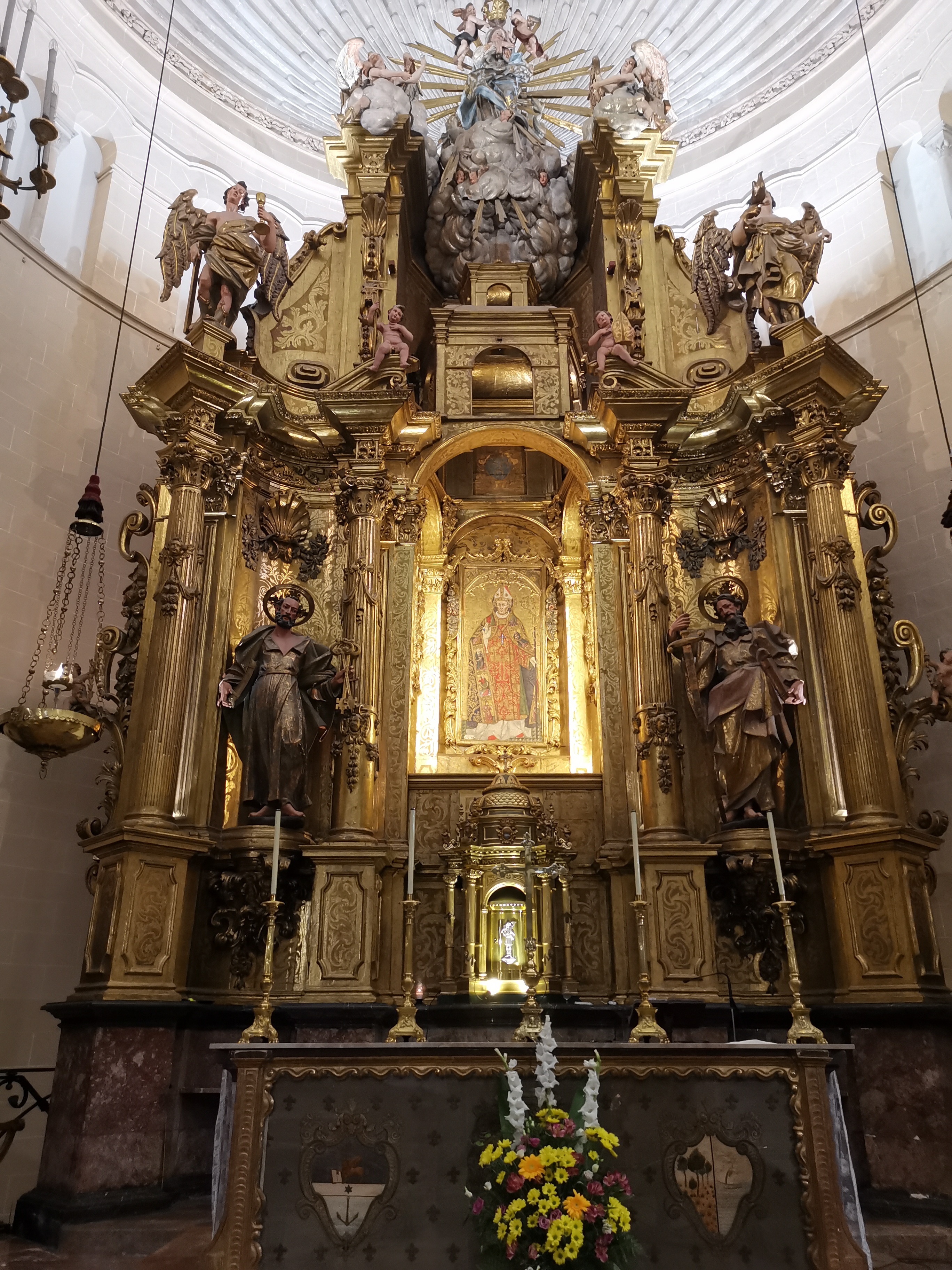
El retaule major
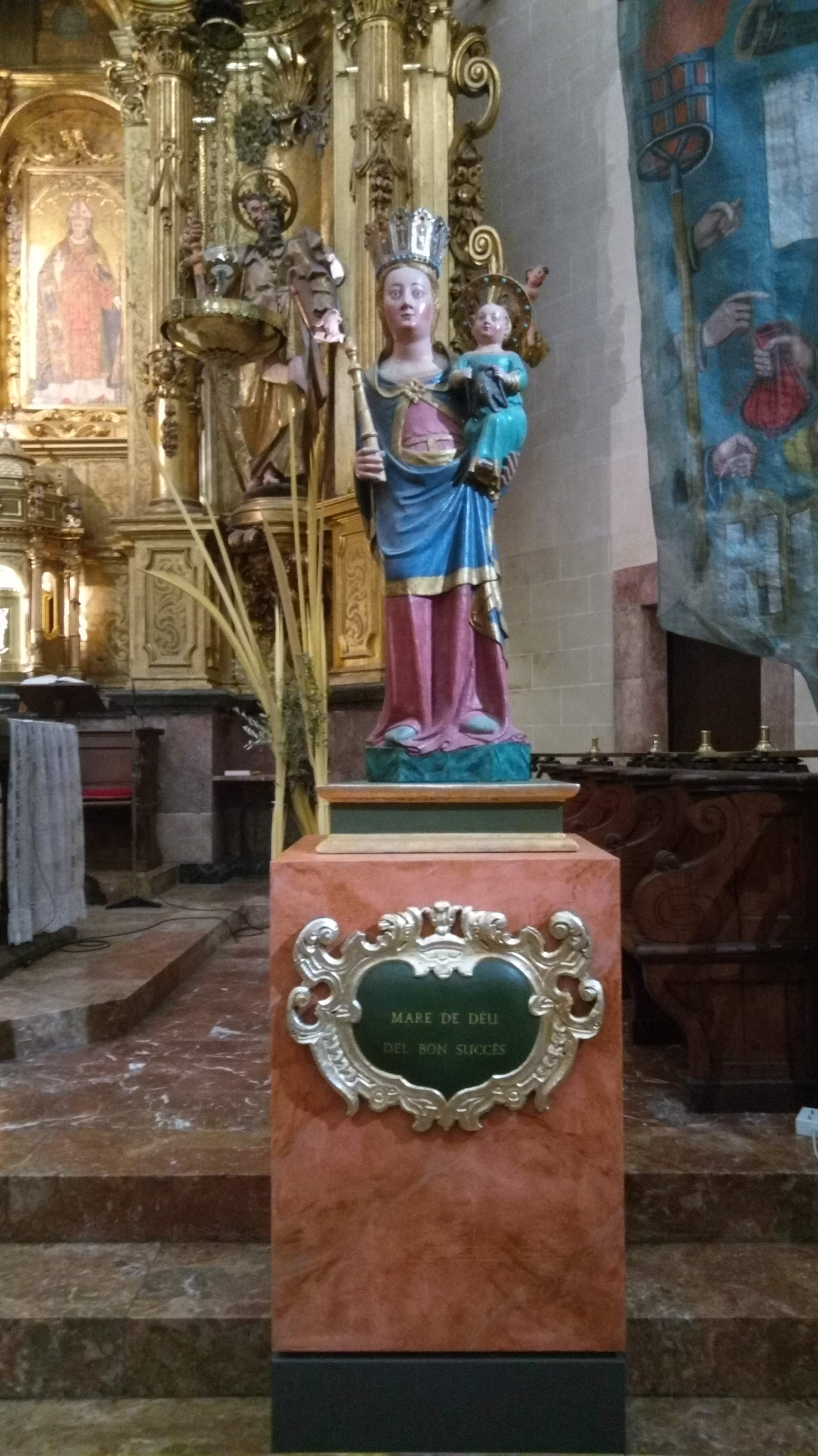
La Mare de Déu del Bon Succés
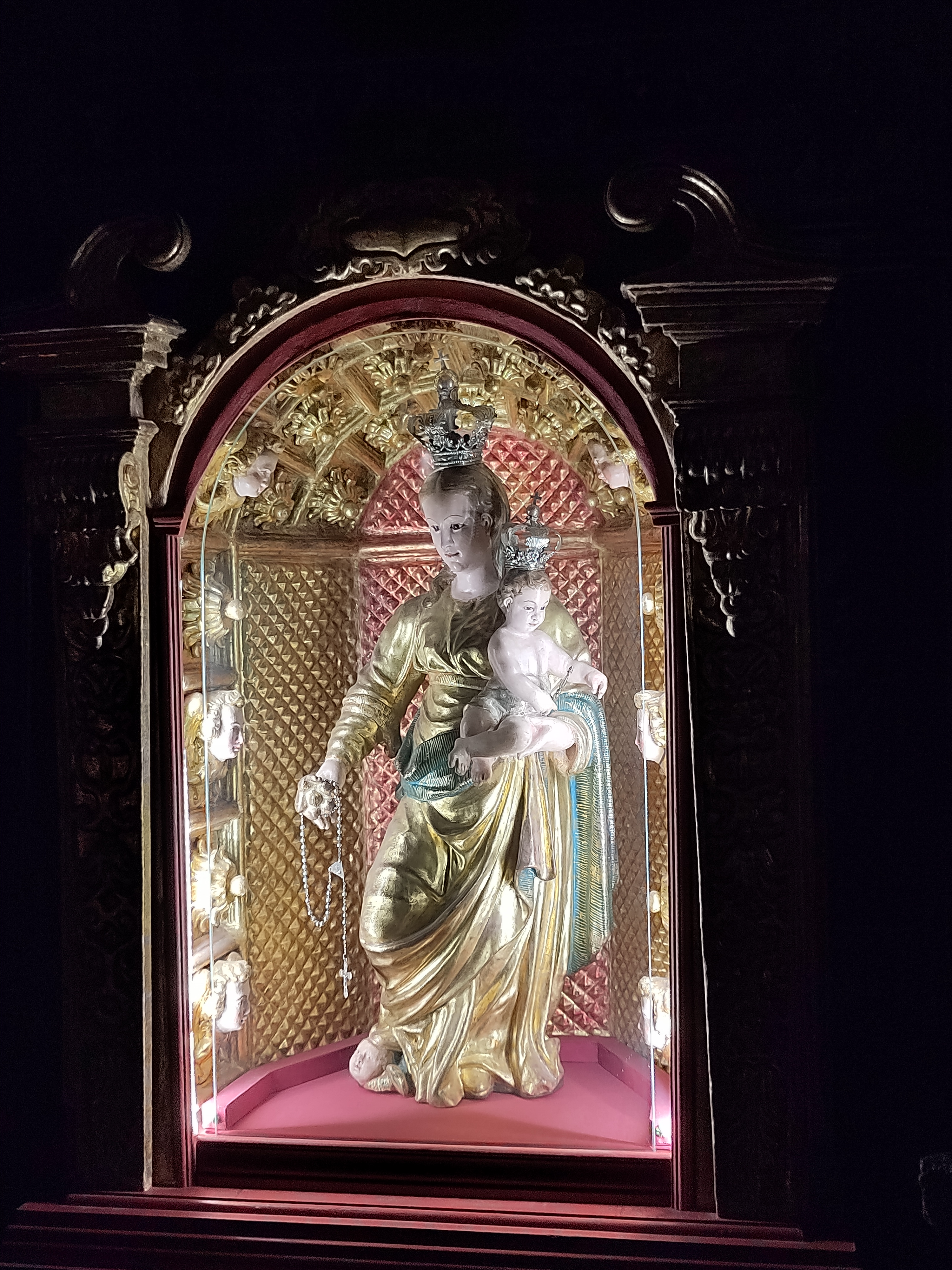
La Mare de Déu del Roser
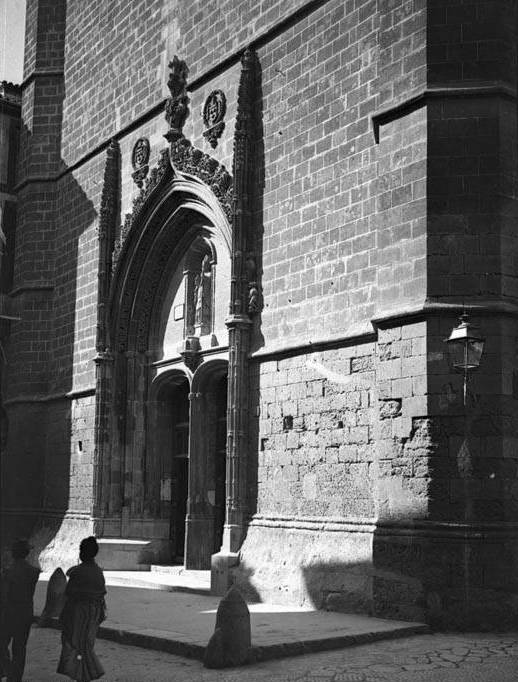
El portal major entorn de 1900